# Ersilia
Genre
Synonymes
- Hersilia Monterosato, 1884[1]

Ersilia est un genre de mollusques gastéropodes au sein de la famille Eulimidae. Les espèces rangées dans ce genre sont marines et parasitent des échinodermes ; l'espèce type est Ersilia mediterranea.

## Distribution
Les espèces sont distribuées en mer Méditerranée.

## Liste d'espèces
Selon World Register of Marine Species (25 août 2024) :
- † Ersilia aliceae Garilli, 2010
- Ersilia mediterranea (Monterosato, 1869)
- † Ersilia oligocaenica Lozouet, 1999
- Ersilia stancyki Warén, 1980